# Невсько-Василеострівська лінія
Третя лінія, також відома як Невсько-Василеострівська або зелена лінія — лінія Петербурзького метрополітену. З'єднує через центр північно-західні і південно-східні райони Санкт-Петербурга. Початкова дільниця відкрита 3 листопада 1967 року.

## Особливості
Будівництво лінії йшло під час боротьби з архітектурними надмірностями 1960-х років, тому всі станції першої та другої черги побудовані однотипними, без архітектурних прикрас. Спочатку всі станції відкриті на лінії були обладнані системою горизонтальний ліфт. Це тривало 12 років до відкриття станції «Приморська» у 1979 році, яка мала звичні відкриті платформи. Після відкриття станцій «Бігова» та «Зеніт» які також побудовані за системою горизонтальний ліфт, 8 з 12 станцій стали закритого типу.
Також лінія відрізняється незвично великими перегонами між станціями, наприклад перегон «Площа Олександра Невського» — «Єлізаровська» довжиною 3,4 км, «Василеострівська» — «Гостиний Двір» 3,25 км. Це сталося також через економію коштів, на цих перегонах планувалося будівництво проміжних станцій але від них змушені були відмовиться. У майбутньому це призвело до великої перевантаженості виходів з центральних станцій лінії, пропускна спроможність яких не відповідає потребам міста. Будівництво на діючіх ділянках майже неможливе, через складність та велику вартість.

## Хронологія пусків
| Дата пуску       | Ділянка                                         | Довжина  | Кіл-ть станцій |
| ---------------- | ----------------------------------------------- | -------- | -------------- |
| 3 листопада 1967 | «Василеострівна» — «Площа Олександра Невського» | 6,7 км   | 4              |
| 25 грудня 1970   | «Площа Олександра Невського» — «Ломоносовська»  | 5,8 км   | 2              |
| 29 вересня 1979  | «Василеострівська» — «Приморська»               | 2,2 км   | 1              |
| 10 липня 1981    | «Ломоносовська» — «Обухово»                     | 4,3 км   | 2              |
| 28 грудня 1984   | «Обухово» — «Рибацьке»                          | 3,6 км   | 1              |
| 1986             | «Рибацьке» — ТЧ-5 «Невське»                     | 1,1 км   | —              |
| 26 травня 2018   | «Приморська» — «Бігова»                         | 6,3 км   | 2              |
|                  | Всего:                                          | 28,82 км | 12 станцій     |

## Пересадки
| # | Пересадка на лінію             | Зі станції                   | На станцію                   |
| - | ------------------------------ | ---------------------------- | ---------------------------- |
| 2 | Московсько-Петроградська лінія | Гостинний двір               | Невський проспект            |
| 1 | Кіровсько-Виборзька лінія      | Маяковська                   | Площа Повстання              |
| 4 | Правобережна лінія             | Площа Олександра Невського-1 | Площа Олександра Невського-2 |

## Депо і рухомий склад

### Депо
| Депо            | Період                       |
| --------------- | ---------------------------- |
| ТЧ-1 «Автово»   | 1967—1979                    |
| ТЧ-4 «Північне» | 1979—1995, 2014 — сьогодення |
| ТЧ-5 «Невське»  | 1995 — сьогодення            |

### Кількість вагонів у потягах
| Кількість | Період                           |
| --------- | -------------------------------- |
| 4         | 1967 — початок 1970-х            |
| 5         | Початок 1970-х — середина 1970-х |
| 6         | Середина 1970-х — сьогодення     |

Подальше збільшення кількості вагонів неможливо через проектного розрахунку лінії, всіх її станцій і депо виключно під прийом шестивагонних складів.

### Типи вагонів, що використовуються на лінії
| Тип                        | Період                      |
| -------------------------- | --------------------------- |
| Ем                         | До жовтня 2015              |
| Ем501/Ема502/Емх503        | До жовтня 2015              |
| Ем501М/Ема502М             | До жовтня 2015              |
| 81-717/714                 | До сьогодення               |
| 81-714.5                   | До сьогодення               |
| 81-717.5П/714.5П           | До сьогодення               |
| 81-540/541                 | До сьогодення               |
| 81-541.5                   | До сьогодення               |
| 81-540.7/541.7             | До сьогодення               |
| 81-556/557/558 «НеВа»      | 22 жовтня 2013 — сьогодення |
| 81-722/723/724 «Юбилейный» | 2015 — сьогодення           |

## Галерея

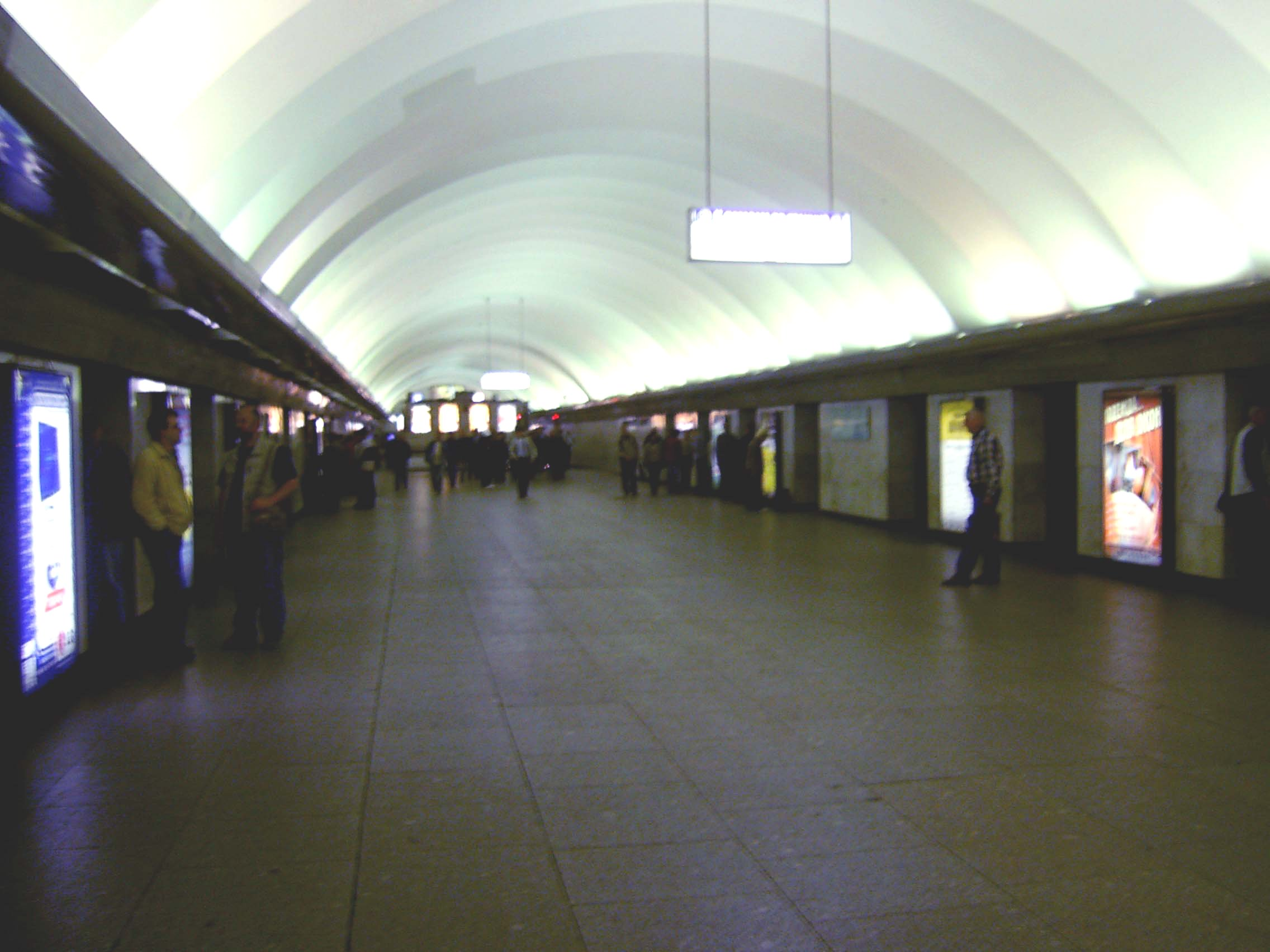
Станція «Гостинний двір»
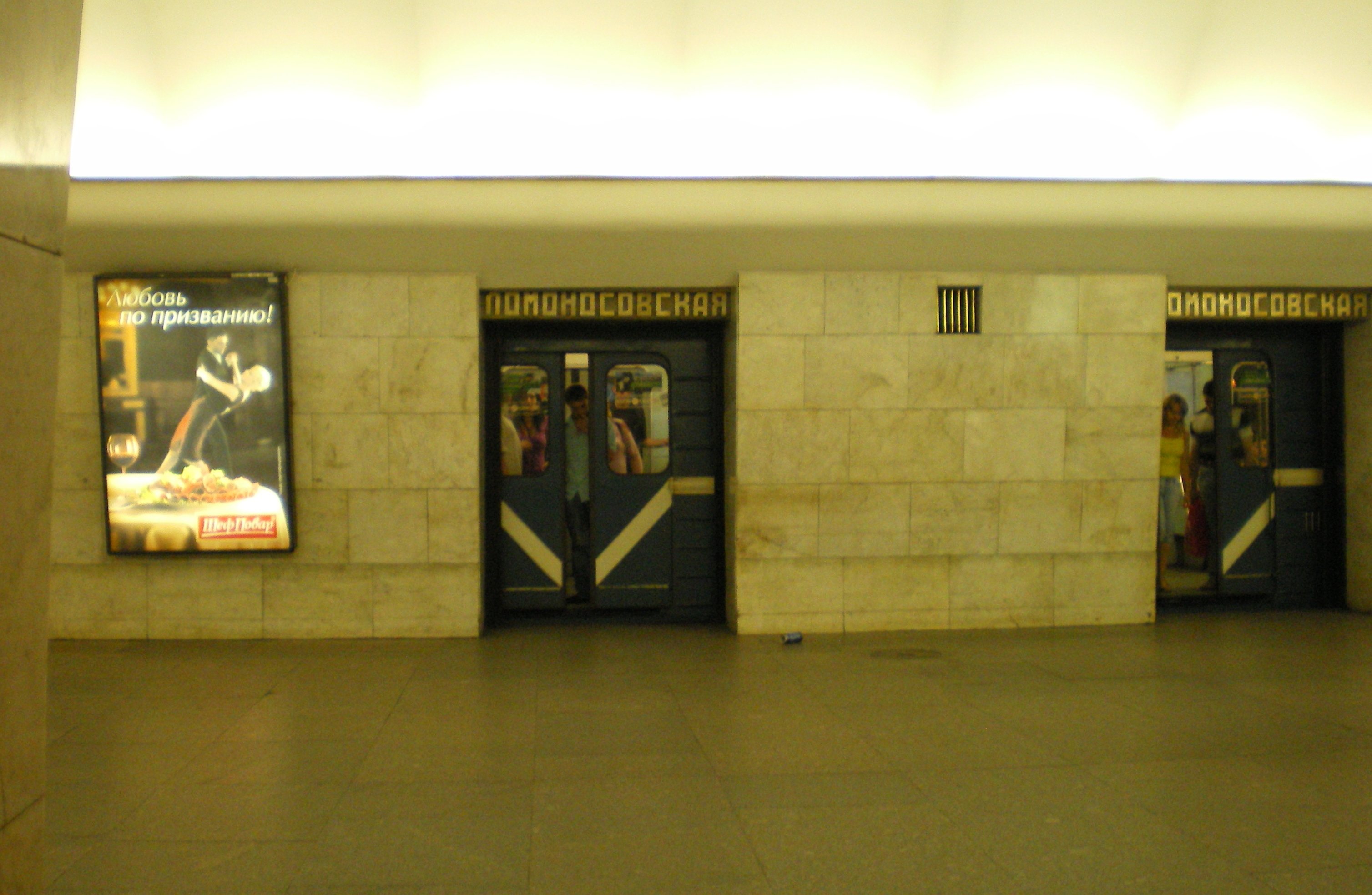
Станція «Ломоносовська»
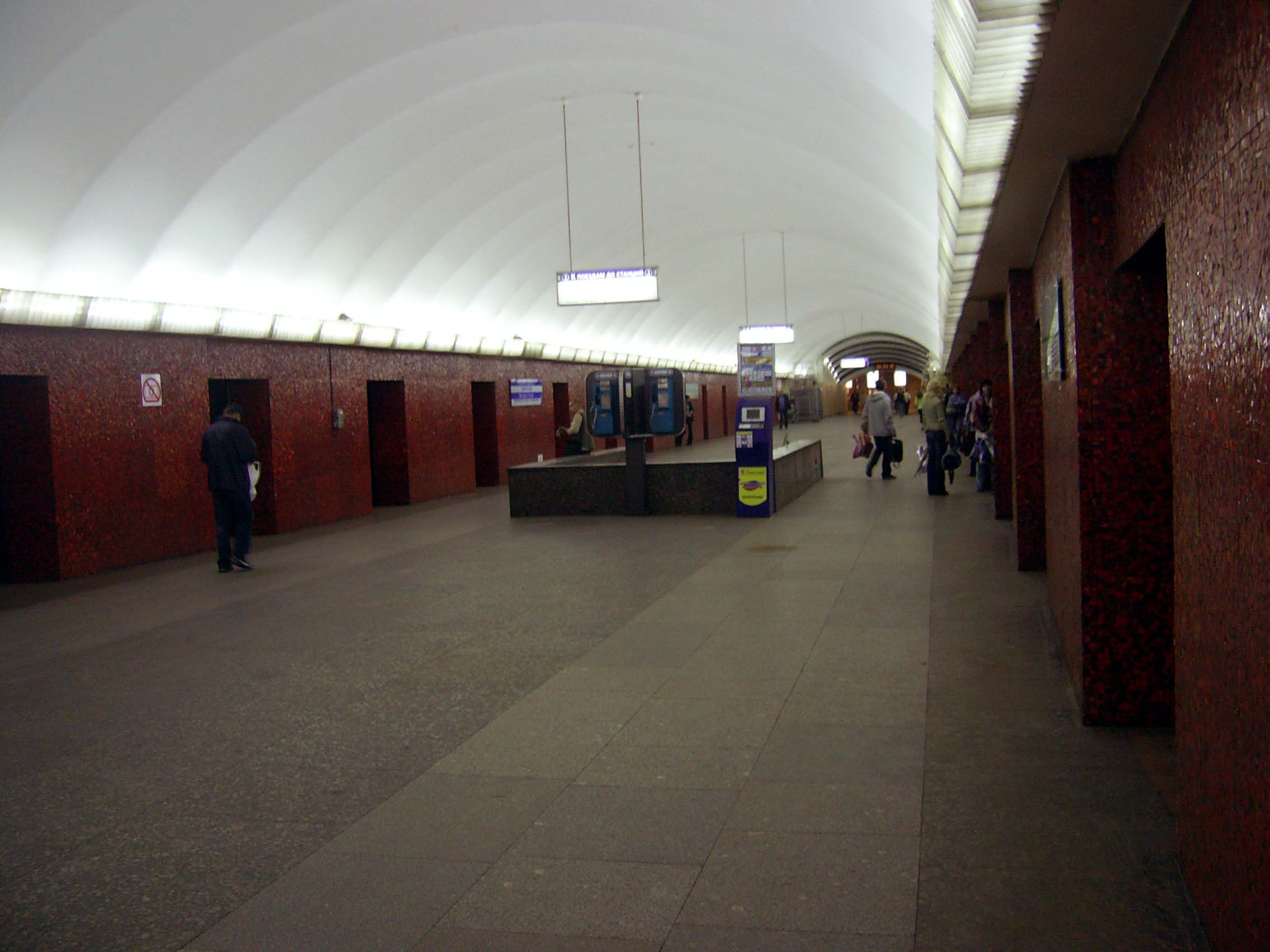
Платформа станції «Маяковська», обладнана системою горизонтальний ліфт
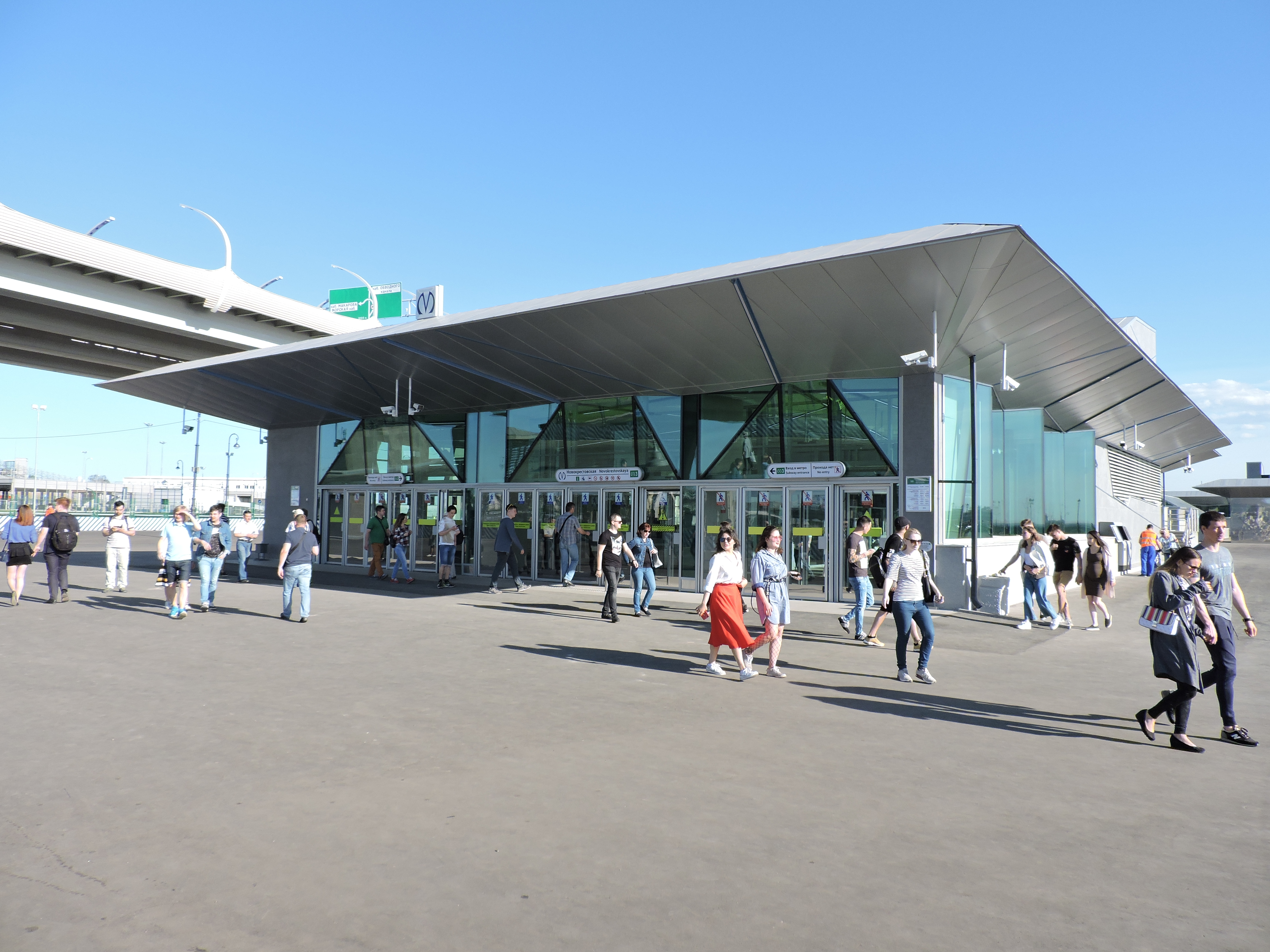
Північний вестибюль станції «Зеніт»